# Regiunea Tagant
Tagant (arabă تكانت) este o regiune a Mauritaniei, cu reședința la Tidjikdja. Alte localități importante din regiune sunt Tichit, Rachid. Se învecinează cu regiunile Adrar la nord, Hodh Ech Chargui la est, Hodh El Gharbi și Assaba la sud și Brakna la vest.

## Departamente
Tagant este divizată în 3 departmente:
- Moudjeria
- Tichit
- Tidjikja